# Деяоя
Деяоя — река в России, протекает по территории Гирвасского сельского поселения Кондопожского района Республики Карелии. Длина реки — 11 км.

## Общие сведения
Река берёт начало из озера Деялампи и далее течёт преимущественно в юго-восточном направлении по заболоченной местности.
Река в общей сложности имеет два малых притока суммарной длиной 6,0 км.
Устье реки находится в 84 км по левому берегу реки Суны.
Населённые пункты на реке отсутствуют.
Код объекта в государственном водном реестре — 01040100212202000015250.